# Albert z Aix
Albert z Aix, Albert z Akwizgranu – chrześcijański dwunastowieczny kronikarz i historyk I wyprawy krzyżowej pochodzący z Nadrenii. 

## Życiorys
Relacjonował wyprawę krzyżowców do Ziemi Świętej przez Morze Śródziemne. Zanotował między innymi pogromy żydów w Wormacji dokonane przez hrabiego Emicha z Flonheim. 
Jego relacje nie uchodzą za wiarygodne (np. podał, że w I wyprawie krzyżowej brało udział 600 000 ludzi).